# Roger Ver
Pour les articles homonymes, voir Ver (homonymie).
Roger Keith Ver (né le 27 janvier 1979) est l'un des premiers promoteurs du bitcoin. Il est connu sous le nom de Bitcoin Jesus pour son soutien important à l'adoption de bitcoin. Il est aussi l'un des premiers investisseurs dans le bitcoin et dans des startups liées au bitcoin. Il promeut maintenant le Bitcoin Cash.
Il est né et a grandi dans la Silicon Valley. Il a vendu des explosifs sur eBay et a, par la suite, plaidé coupable à trois chefs d'accusation connexes. Il a passé 10 mois en prison, puis est parti au Japon en 2005. Il a renoncé à sa citoyenneté américaine en 2014 après avoir obtenu un passeport christophien. Il a ensuite occupé le poste de PDG de Bitcoin.com (en).

## Biographie
Roger Ver est né à San José en Californie. Il a fréquenté le De Anza College pendant un an, abandonnant ses études pour poursuivre ses intérêts entrepreneuriaux.
Il s'identifie comme un libertarien, un anarchocapitaliste, un défenseur de la paix, de l'individualisme et du volontarisme. En 2000, il a tenté d'entrer en politique en se présentant à l'Assemblée de l'État de Californie comme candidat du Parti libertarien.
Il a déménagé au Japon en 2005 après avoir purgé une peine de 10 mois de prison pour vente illégale d'explosifs,. Il a renoncé à sa citoyenneté américaine en 2014 après être devenu citoyen de Saint-Kitts-et-Nevis,. En 2015, l'ambassade des États-Unis à la Barbade lui a refusé un visa de retour aux États-Unis, affirmant qu'il n'avait pas suffisamment prouvé qu'il avait des liens en dehors des États-Unis pour le pousser à quitter le pays à la fin de sa visite, ce qui faisait craindre qu'il devienne un immigrant illégal,,. Plus tard dans l'année, il a obtenu un visa de l'ambassade des États-Unis au Japon et il s'est rendu aux États-Unis en juin 2016 pour prendre la parole à une conférence à Denver au Colorado. En 2019, il s'est vu refuser un visa pour voyager en Australie.
Selon une interview qu'il a donnée en 2016, le jiu-jitsu brésilien est l'une de ses passions. Des vidéos le montrent d'ailleurs participant à des championnats du monde de jiu-jitsu brésilien. Il a obtenu à ce sport le rang de ceinture noire.
En 2018, il a été classé au 36e rang dans la liste des 40 under 40 de la revue Fortune pour sa gestion d'entreprises à la fine pointe de la finance et de la technologie.

## Carrière

### MemoryDealers.com
Il a été PDG de MemoryDealers.com de 1999 à 2012.

### Explosifs
En 2002, Roger Ver a plaidé coupable à des accusations de vente d'explosifs sans permis, d'entreposage illégal d'explosifs et d'envoi postal d'explosifs. Il avait acheté 49 livres d'explosifs Pest Control Report 2000, en avait vendu au moins 14 livres sous forme de gros pétards sur eBay, les avait entreposés dans un immeuble résidentiel et les avait envoyés par la poste à ses clients par l'intermédiaire du service postal américain. Il a été condamné à 10 mois de prison fédérale,,,.

### Cryptomonnaie
Roger Ver a commencé à investir dans le bitcoin au début de 2011. Son premier investissement était dans la startup Bitinstant de Charlie Shrem. L'investissement de Ver a permis Shrem d'engager un concepteur et un autre programmeur. Il a investi plus d'un million de dollars dans de nouvelles startups liées au bitcoin comme Ripple, Blockchain.info, Bitpay (en) et Kraken. En 2011, sa société Memorydealers a été la première entreprise à accepter le bitcoin comme mode de paiement. Son plaidoyer précoce et passionné pour le bitcoin lui valut le surnom de Bitcoin Jesus. Il a été un fervent partisan de l'adoption du bitcoin et considérait le bitcoin comme un moyen de promouvoir la liberté économique.
En 2012, il organisait des rencontres sur le thème du bitcoin à Sunnyvale en Californie. Il est l'un des cinq fondateurs de la Bitcoin Foundation. Il veut que bitcoin rivalise avec les principales monnaies fiduciaires.
Il est l'un des principaux partisans d'une plus grande taille pour les blocs de la chaîne de blocs du bitcoin. Il a soutenu le développement de Bitcoin XT comme fork dur pour atteindre cet objectif. Avec son camarade de lycée Jesse Powell, il a tenté de rétablir l'échange de cryptomonnaies Mt Gox lors de la chute du prix du bitcoin en juin 2011.
Il a été PDG de Bitcoin.com (en) jusqu'au 1er août 2019, date à laquelle il est passé au poste de président exécutif du conseil.

## Don
À la fin de 2013, Roger Ver a donné plus d'un million de dollars en bitcoins à la Foundation for Economic Education, un groupe de réflexion économique libertarien dédié aux « principes économiques, éthiques et juridiques d'une société libre ».